# Hrabstwo Franklin (Kentucky)

Piramida wieku hrabstwa

Hrabstwo Franklin – hrabstwo w USA, w stanie Kentucky. Według danych z 2000 roku, hrabstwo zamieszkiwało 47687 osób. Siedzibą hrabstwa jest Frankfort.